# Гучково (стадион)
Гучково — спортивный комплекс в Дедовске, Московской области. Является главным стадионом города. В спорткомплексе есть бассейн, залы общей физической подготовки, сухого плавания и единоборств, а также футбольное поле и каток.

## История

##### Советский период
Построен и открыт в 1928 году, появилось добровольное спортивное общество под названием «Знамя труда», и владевшее стадионом. Стадион так и назвали «Знамя труда», команды по разным видам спорта участвовали в Первенстве района и не только. Позднее стадион переименовали в «Труд».

##### Россия
В 1992 году был передан во владение городу и несколько раз ремонтировался и реконструировался. В 2008 году являлся домашним стадионом футбольного клуба Истра-2.

##### Реконструкция 2017-18
В 2017-2018 году был реконструирован и приведён к требованиям FIFA, для проведения Чемпионата мира 2018. Вместо хоккейной коробки построили второе поле для вратарей, построены новые трибуны на 500 мест и отдельное помещение для проведения пресс-конференций, две новые раздевалки, сделанное травяное покрытие на футбольном поле, так же проведено благоустройство территории, общая стоимость работ составила 134 млн руб. Во время Чемпионата мира по футболу 2018 спортивный комплекс был тренировочной базой сборной Бельгии, ставшей бронзовым призёром турнира.

##### Использование сейчас
Сейчас в спорткомплексе проводятся занятия для детей и взрослых по разным видам спорта, в том числе и по плаванию и футболу. Стадион является домашним для ФК Дедовск, выступающего в Высшей лиге г. о. Истра и мини-футбольного клуба Бонвиван МБУ выступающего во Второй лиге г. о. Истра, так же на стадионе проводят и другие соревнования, например по настольному теннису. В весенний и осенний период на стадионе проводит некоторые матчи ФК Истра.
10 августа 2019 года на стадионе прошёл финал Кубка г. о. Истра по футболу в котором ФК Истра победила ФК МКУ (Кострово) со счетом 1:0.
10 мая 2022 года на стадионе прошёл матч Суперкубка г. о. Истра 2022 в котором ФК Вигор+ (Курсаково) обыграл ФК Дедовск со счетом 7:2.
4 февраля 2023 года на стадионе состоялся в рамках второго сезона проекта «Выходи во двор» состоялся хоккейный матч между «Легендами хоккея» и  сборной «городского округа Истра». В составе команды легенд приняли участие Вячеслав Фетисов, Валерий Каменский, Александр Якушев, Алексей Касатонов, Виталий Прохоров, Алексей Жамнов. Впервые в истории проекта звезды проиграли. Матч завершился со счётом 5:4.

## Местоположение
Адрес: Истринский район, г.п. Дедовск, ул. Войкова, д. 17